# Ciclabilitat
La ciclabilitat és el grau de facilitat de la circulació de bicicletes. Un major grau de ciclabilitat a les ciutats està relacionat, entre d'altres, amb beneficis per a la salut de les persones, menors nivells de contaminació atmosfèrica i acústica, millora de la fluïdesa del trànsit o una major productivitat.

## Factors de ciclabilitat
Entre els factors que afecten a la ciclabilitat es troben:

### Seguretat
La seguretat de les vies ciclistes és un requisit per a una alta ciclabilitat:
- Les vies més segures són aquelles que estan segregades del trànsit motoritzat (carrils bici), seguides de les ciclocarrers en les quals els ciclistes tenen prioritat i, finalment, els ciclocarrils, en els quals les bicicletes circulen al costat de vehicles motoritzats en vies de diversos carrils per sentit.
- L'amplària de les vies ciclistes ha de ser suficient com perquè dues bicis puguin creuar-se o avançar-se amb seguretat.
- La visibilitat de la via ha de possibilitar la previsió de possibles frenats i interseccions, evitant corbes en angles rectes.
- Les interseccions deuen estar ben senyalitzades tant per als ciclistes com per al trànsit motoritzat.
- Les vies han d'evitar tenir obstacles, com a fanals o bancs. També evitar que siguin requerits porteigs, com en les escales, i en aquest cas poden incorporar-se rampes per a bicicletes.
- El ferm ha de ser llis, amb obstacles rebaixats com en les vorades, amb materials que no ofereixin massa resistència, que drenin i al seu torn no siguin relliscosos quan plou.

### Coherència
Una xarxa ciclista coherent implica:
- Les vies ciclistes han de cobrir tota l'extensió de la ciutat, de manera que la bicicleta pugui utilitzar-se per a acudir al màxim de destinacions possibles. Idealment, hauria d'haver una via ciclista a menys de 250 metres de qualsevol punt de la ciutat.
- Han d'estar connectades les unes amb les altres de manera contínua.
- Han d'existir aparcaments segurs tant en origen i com en la destinació dels recorreguts.
- El disseny de les vies ciclistes ha de ser uniforme, de manera que tots els ciutadans puguin percebre amb rapidesa l'ús d'aquesta via, evitant conflictes.
- Les vies han d'estar correctament senyalitzades, inclòs les destinacions que ofereix cadascuna de les vies.

### Rectitud
Les bicicletes estan impulsades per l'exercici físic de les persones, per tant, una xarxa ciclista altament ciclable ha de permetre desplaçaments directes sense grans esforços:
- Els trajectes entre orígens i destinacions poden realitzar-se de la manera més lineal possible, sense necessitat de realitzar grans desviacions.
- Les vies ciclistes han de recórrer els carrers principals, perquè solen ser les que acullen la majoria de botigues i serveis.
- Han d'evitar o minimitzar els pendents.
- Reduir el nombre de detencions com a semàfors o interseccions, que requereixen un major esforç físic.

## Indicadors de ciclabilitat
Un dels millors indicadors del grau de ciclabilidad és la proporció equilibrada de gèneres i edats que fan ús quotidià de la bicicleta. Les dones, els nens i les persones majors són els qui tenen una major percepció d'inseguretat, per la qual cosa si una ciutat té una ciclabilitat baixa no consideraran la bicicleta com un mitjà de transport habitual. De la manera contrària, una composició d'usuaris de la bicicleta similar a l'estructura demogràfica indicarà un espai altament ciclable.